# Rune Hedlund
Rune Hedlund, född 30 november 1917 i Enåkers församling, Västmanlands län, död 23 mars 2001 i Sala, var en svensk politiker (socialdemokrat).
Hedlund var ledamot av riksdagens första kammare från 1964, invald i Södermanlands och Västmanlands läns valkrets.